# Óscar Valero Navarro
Óscar Valero Navarro (Saragossa, 28 d'agost de 1985) és un futbolista aragonès, que ocupa la posició de defensa.

## Trajectòria
Després de militar a la UD Casetas i al CD Mirandés, el 2005 entra a la disciplina del Reial Saragossa, per a jugar amb el seu filial. A la campanya 07/08 hi debuta amb el primer equip a la màxima categoria, tot jugant quatre partits eixe any.
L'estiu del 2009 fitxa pel CF Atlético Ciudad, de Segona Divisió B.